# Гельмім
Гельмім (араб. كلميم) - марокканське місто, розташоване на півдні Марокко, часто зване воротами пустелі (портом пустелі). Населення міста становить 95 749 (2004). Це столиця області Гельмім-Ес-Смара, яка розташовується на півдні Марокко (на півдні області Сус-Масса-Драа) і на півночі Західної Сахари. Місто є одним з найбільших верблюжих ринків. У 1960-і роки, коли хіпі «відкрили» там деякі види барвистого африканського бісеру, незабаром він став відомий як «гельмімський бісер», хоча він насправді вироблявся в Європі, головним чином в Венеції.